# محمدرضا امین
محمدرضا امین (زاده ۱۹۲۷ - درگذشته ۲۰۰۳) فیزیکدان، سیاستمدار و مدیر صنعتی ایرانی بود. او سومین رئیس دانشگاه صنعتی آریامهر بود. امین در دولت جمشید آموزگار وزیر صنایع و معادن بود.
پس از دریافت لیسانس فیزیک مهندسی و دکترای فیزیک از دانشگاه کالیفرنیا در برکلی و بازگشت به ایران سال‌ها در زمینه‌های گوناگون علمی و صنعتی در بخش خصوصی و بخش دولتی فعالیت کرد. از جمله مشاغل او می‌توان از استادی دانشگاه صنعتی اصفهان، دانشگاه‌های اکلاهما و تهران، معاونت بانک توسعه صنایع و معادن، رئیس دانشگاه آریامهر، مدیرعامل شرکت سیمان اصفهان و صنایع ملی فولاد ایران نام برد.
امین پس از انقلاب اسلامی در ایران به آمریکا مهاجرت کرد و تا بازنشستگی در سال ۱۹۹۰ به‌عنوان یکی از مسئولان بانک جهانی فعالیت کرد. آخرین سمت او مسئولیت بخش‌های صنعت و انرژی در دپارتمان فنی بانک جهانی برای منطقه اروپا، خاورمیانه و شمال آفریقا بود. او سمت‌های ارشدی در هماهنگ‌سازی برنامه صنعت بانک جهانی در چین با تمرکز بر صنایع سیمان، مهندسی و فولاد داشت.